# Glossodoris neona
Glossodoris neona är en snäckart som beskrevs av Ernst Marcus 1955. Glossodoris neona ingår i släktet Glossodoris och familjen Chromodorididae. Inga underarter finns listade i Catalogue of Life.